# (307261) Máni
(307261) Máni est un gros objet transneptunien, classé comme planète naine potentielle.

## Description
Il fut découvert en 2002 par Chadwick Trujillo et Michael E. Brown. Il est classé comme cubewano par le Centre des planètes mineures.
Le site web de Mike Brown le classe comme planète naine quasi certaine. Le télescope spatial Spitzer a estimé son diamètre à 726 ± 123 km. L'équipe d'Herschel l'estime quant à elle à 934 ± 47 km, ce qui en ferait un des dix plus grands objets transneptuniens actuellement connus,
et largement assez grand pour être accepté comme planète naine selon la proposition provisoire de 2006 de l'UAI.
Il est actuellement à 47,2 UA du Soleil, et passera au périhélie autour de 2122.
Il a été observé 496 fois, avec des images de pré-découverte remontant à 1954.
Du nommage de (225088) Gonggong le 5 février 2020 jusqu'à son propre nommage le 9 juin 2025, 2002 MS4 était le plus gros objet connu du système solaire sans nom propre.

## Compléments